# District de Tinghu
Le district de Tinghu (亭湖区 ; pinyin : Tínghú Qū) est une subdivision administrative de la province du Jiangsu en Chine. Il est placé sous la juridiction de la ville-préfecture de Yancheng.